# Ropica paruniformis
Ropica paruniformis är en skalbaggsart som beskrevs av Stefan von Breuning 1969. Ropica paruniformis ingår i släktet Ropica och familjen långhorningar. Inga underarter finns listade i Catalogue of Life.